# Бояново (гмина)
Бояново (пол. Bojanowo) — гмина (волость) в Польше, входит как административная единица в Равичский повет, Великопольское воеводство. Население — 8938 человек (на 2006 год, городское население составляло 3014 чел.). Центр гмины — город Бояново.

## Сельские округа
1. Чехнув
2. Герлахово
3. Гижын
4. Голина-Велька
5. Голинка
6. Голашин
7. Госцеевице
8. Кавче
9. Пакувка
10. Совины
11. Сулув-Малы
12. Шмездрово
13. Тархалин
14. Тшебош
15. Выдартово-Друге
16. Выдартово-Первше
17. Заборовице
18. Парловице
19. Потшебово

## Соседние гмины
1. Гмина Гура
2. Гмина Мейска-Гурка
3. Гмина Понец
4. Гмина Равич
5. Гмина Рыдзына
6. Гмина Вонсош